# NASA Earth Observatory
NASA Earth Observatory är en publiceringsorgantisation på nätet som drivs av NASA. Det är den största fritt tillgängliga källan för satellitbilder, som användas för forskning, av allmänheten genom till exempel Google Maps. Fokus i projektet ligger på klimat och miljö, för att se hur odling fungerar över stora områden och tid. Projektet är skattefinnansierat av USA.